# Carlos Sainz Jr.
Carlos Sainz Vázquez de Castro ([ˈkaɾlos ˈsajnθ ˈβaθkeθ ðe ˈkastɾo] ⓘ; n. 1 septembrie 1994, Madrid, Spania), cunoscut și sub numele de Carlos Sainz Jr., sau simplu Carlos Sainz, este un pilot de curse spaniol care concurează în Campionatul Mondial de Formula 1 pentru Williams. Este fiul lui Carlos Sainz, dublu campion mondial la raliuri, și nepotul pilotului de raliu Antonio Sainz⁠(es)[traduceți]. În 2012, Sainz a concurat în campionatele britanice și europene de Formula 3 pentru Carlin. A concurat pentru DAMS în sezonul 2014 al Formulei Renault 3.5, câștigând campionatul înainte de a trece în Formula 1 cu echipa Scuderia Toro Rosso, în sezonul din 2015.
A concurat cu echipa italiană până la Marele Premiu al Statelor Unite din 2017, atunci când s-a mutat la Renault. Sainz s-a mutat la McLaren pentru sezonul 2019, încheindu-și în același timp contractul cu Red Bull Racing. La Marele Premiu al Braziliei din 2019, Sainz a obținut primul său podium din Formula 1, terminând pe locul 3. Sainz a adăugat un alt podium terminând pe locul doi la Monza în anul următor, înainte de a pleca la Scuderia Ferrari la sfârșitul acelui sezon. Sainz a obținut cel de-al treilea și primul său podium cu Ferrari, terminând pe locul doi în Marele Premiu al Principatului Monaco din 2021. La Marele Premiu al Marii Britanii din 2022, Sainz a obținut primul său pole position și prima sa victorie din carieră.
Sainz a părăsit Ferrari la sfârșitul sezonului 2024 pentru a se alătura echipei Williams.

## Copilăria
Asemenea multor piloți de Formula 1, Carlos Sainz Jr. s-a născut într-o familie de motorsport, în 1994, în Madrid. În aceste circumstanțe, era probabil inevitabil ca tânărul Sainz să aleagă acest drum, astfel că la vârsta de 7 ani începea deja să participe în competițiile de karting. În 2009 el a reușit să câștige Monaco Kart Cup, un event prestigios câștigat în trecut de piloți precum Sebastian Vettel sau Robert Kubica.

## Trecerea la profesionism
Un an mai târziu, el a făcut pasul spre cursele de mașini și a fost invitat să facă parte din echipa de juniori aparținând Red Bull Racing. Potențialul său a înflorit în 2014, cu un pracurs dominant în seria Formula Renault 3.5, unde a obținut un record de 7 victorii, reușind astfel să-și adjudece titlul din acel an.

## Formula 1

### Toro Rosso (2015-2017)

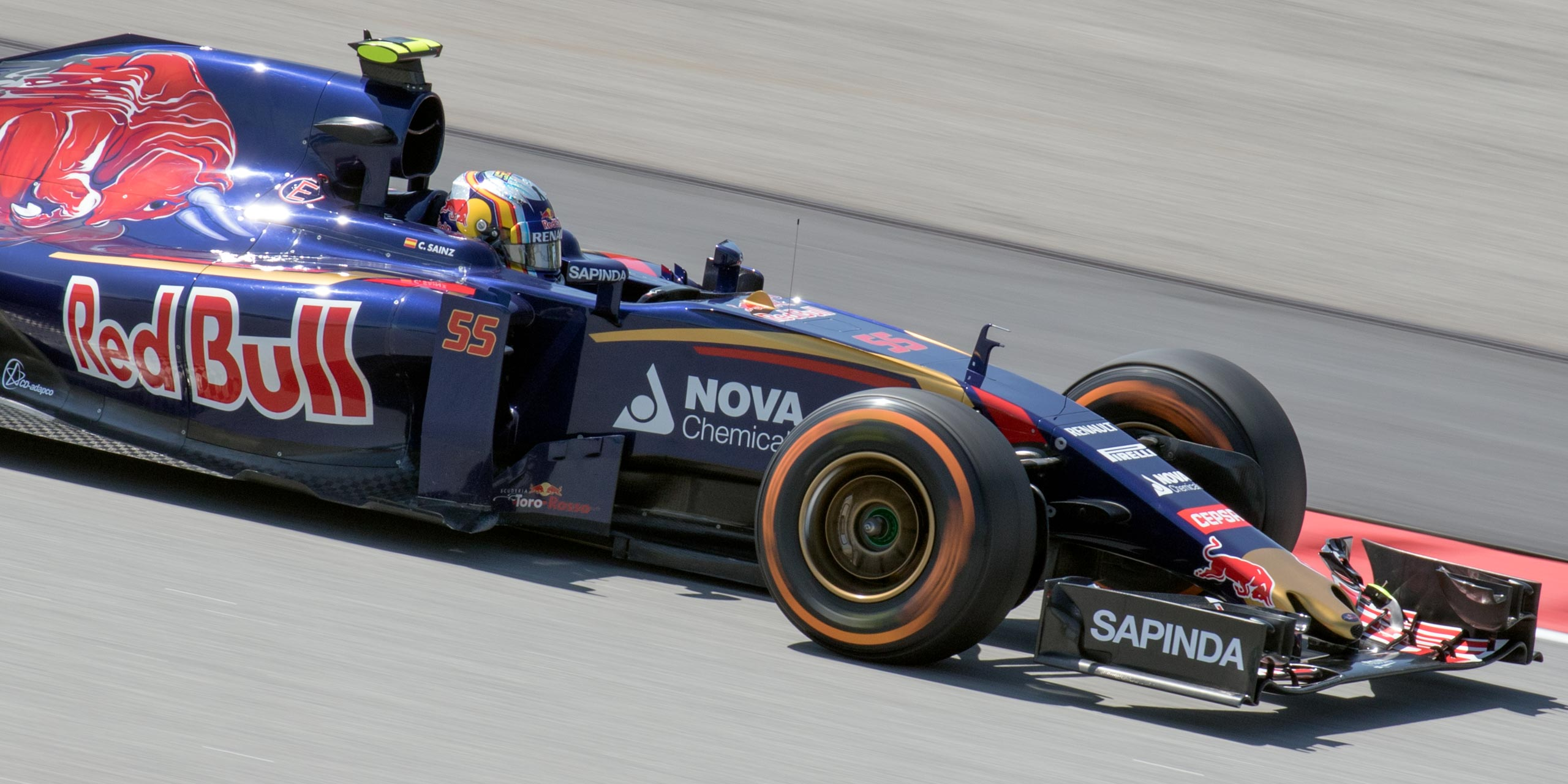
Carlos Sainz în Malaezia 2015, într-un Toro Rosso STR10

Parcursul său nu a trecut nevăzut, astfel că el a obținut un loc în Formula 1 la Scuderia Toro Rosso pentru sezonul din 2015, conducând alături de un alt debutant, Max Verstappen. În sezonul său de debut, Sainz a terminat în puncte de șapte ori - dar au existat, de asemenea, la fel de multe retrageri, în mare parte datorită fiabilității. Consistența a fost mai bună în 2016, dar Sainz a fost profund dezamăgit de faptul că a pierdut o potențială promovare către echipa Red Bull Racing, care a optat în schimb pentru Max Verstappen. 2017 l-a văzut din nou pe Sainz la Toro Rosso, de această alături de Daniil Kveat, însă Sainz nu va termina sezonul la aceeași echipă, el plecând la Renault, înlocuindu-l pe Jolyon Palmer în timpul Marelui Premiu al Statelor Unite.

### Renault (2017-2018)
în 2018, el a concurat alături de germanul Nico Hülkenberg, dar în ciuda succesului timpuriu, el nu a putut să-și învingă coechipierul, astfel că a terminat sezonul cu 53 de puncte, cu 16 mai puțin decât a acumulat germanul.

### McLaren (2019-2020)

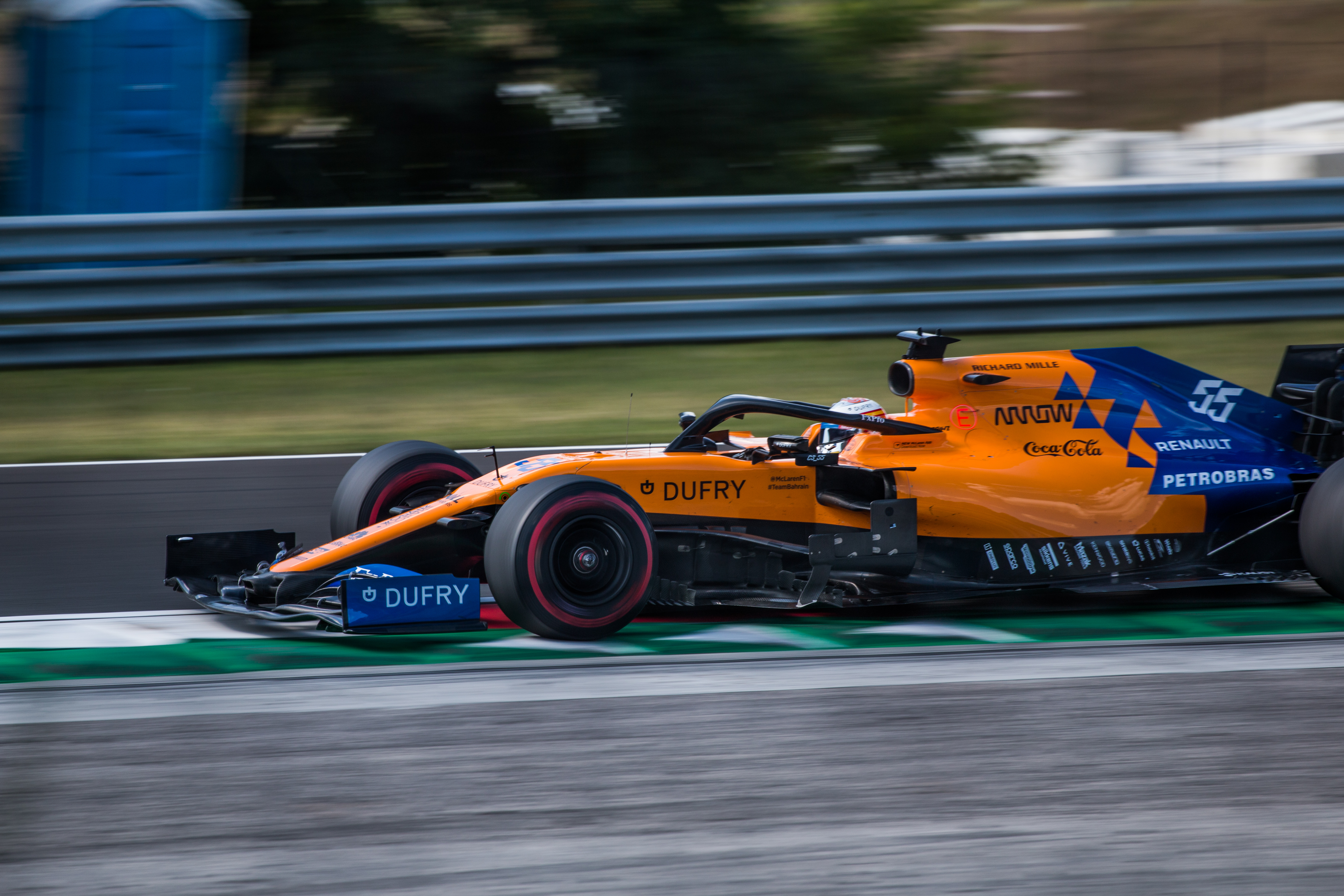
Sainz în Marele Premiu al Ungariei din 2019.

Odată cu plecarea spaniolului Fernando Alonso de la echipă, Sainz a fost anunțat înlocuitorul său la McLaren pentru 2019, unde va concura alături de debutantul Lando Norris. Sezonul a început cu probleme pentru pilotul spaniol. El l-a depășit în calificări pe Norris în primele trei curse, dar nu a fost capabil să înscrie puncte în acea perioadă. Pe 28 aprilie, Sainz a obținut primele sale puncte pentru McLaren, la Marele Premiu al Azerbaidjanului, cu o clasare solidă pe locul 7. Acea cursă a început o serie de performanțe de înaltă calitate, care l-au ajutat pe spaniol să obțină puncte în opt din ultimele nouă Mari Premii înainte de pauza de vară, inclusiv două locuri 5 la rând în Germania și Ungaria.
Sainz a acumulat puncte în doar trei din primele șapte curse din a doua jumătate a anului 2019, însă a obținut primul său podium cu o performață uimitoare în timpul Marelui Premiu al Braziliei. Mașina lui Sainz a pierdut putere în timpul Q1 și a trebuit să înceapă cursa de pe ultima poziție. În cursă, el a petrecut prima jumătate a cursei făcând manevre uimitoare de depășire. Primul podium al lui Sainz în cele 101 de starturi în F1 a fost primul al echipei McLaren de la Marele Premiu al Australiei din 2014. El a terminat sezonul 2019 pe locul șase în Campionatul Mondial, cu 96 de puncte, cea mai bună poziție din cariera sa de Formula 1. Locul al șaselea a fost cel mai înalt punctaj pentru un pilot McLaren, de la Lewis Hamilton care a terminat pe locul patru în 2012.
Sezonul din 2020 a fost și mai bun decât precedentul. În primele șase curse a terminat de patru ori în puncte. În Marele Premiu al Belgiei nu a luat startul datorită unei defecțiuni la mașină înainte de cursă, însă în următoarea etapă din Italia, el a reușit cea mai bună clasare a sa din carieră, locul 2 (el transmițând prin radio că ar fi câștigat cursa dacă ar mai fi avut un tur la dispoziție). Următoarele două curse s-au terminat cu retrageri pentru el, însă în restul sezonul a avut parte doar de clasări în puncte, cea mai joasă fiind locul 7. El a terminat în campionat pe locul 6, cu 105 puncte acumulate.

### Ferrari (2021-2024)

#### 2021
Sainz a semnat un contract pe două sezoane cu Scuderia Ferrari începând cu sezonul din 2021, avându-l drept coechipier pe monegascul Charles Leclerc. S-a calificat și a terminat pe locul 8 la Marele Premiu al Bahrainului, prima cursă a sezonului, apoi a continuat să se califice pe locul 11 la Marele Premiu al Emiliei-Romagna pentru a termina pe locul 5, recuperându-și diferența față de coechipierul său, Leclerc. A ocupat al treilea podium din carieră și primul cu Ferrari la Marele Premiu al Principatului Monaco din 2021. A obținut din nou o clasare pe podium la Marele Premiu al Ungariei din 2021, în ciuda faptului că a terminat pe locul patru pe circuit, dar din cauza unei descalificări post-cursă pentru Sebastian Vettel, el a fost clasat pe locul 3. A început Marele Premiu al Rusiei din 2021 de pe locul 2 și l-a depășit pe fostul său coechipier, Lando Norris, în primul tur, terminând în cele din urmă pe locul 3, pentru a obține al treilea podium pentru Ferrari. În ultima cursă a sezonului, Marele Premiu de la Abu Dhabi din 2021, a terminat pe locul trei, clasându-se la finalul sezonului pe locul cinci în campionatul piloților, înaintea coechipierului său, Leclerc, și a fostului coechipier, Norris.

#### 2022

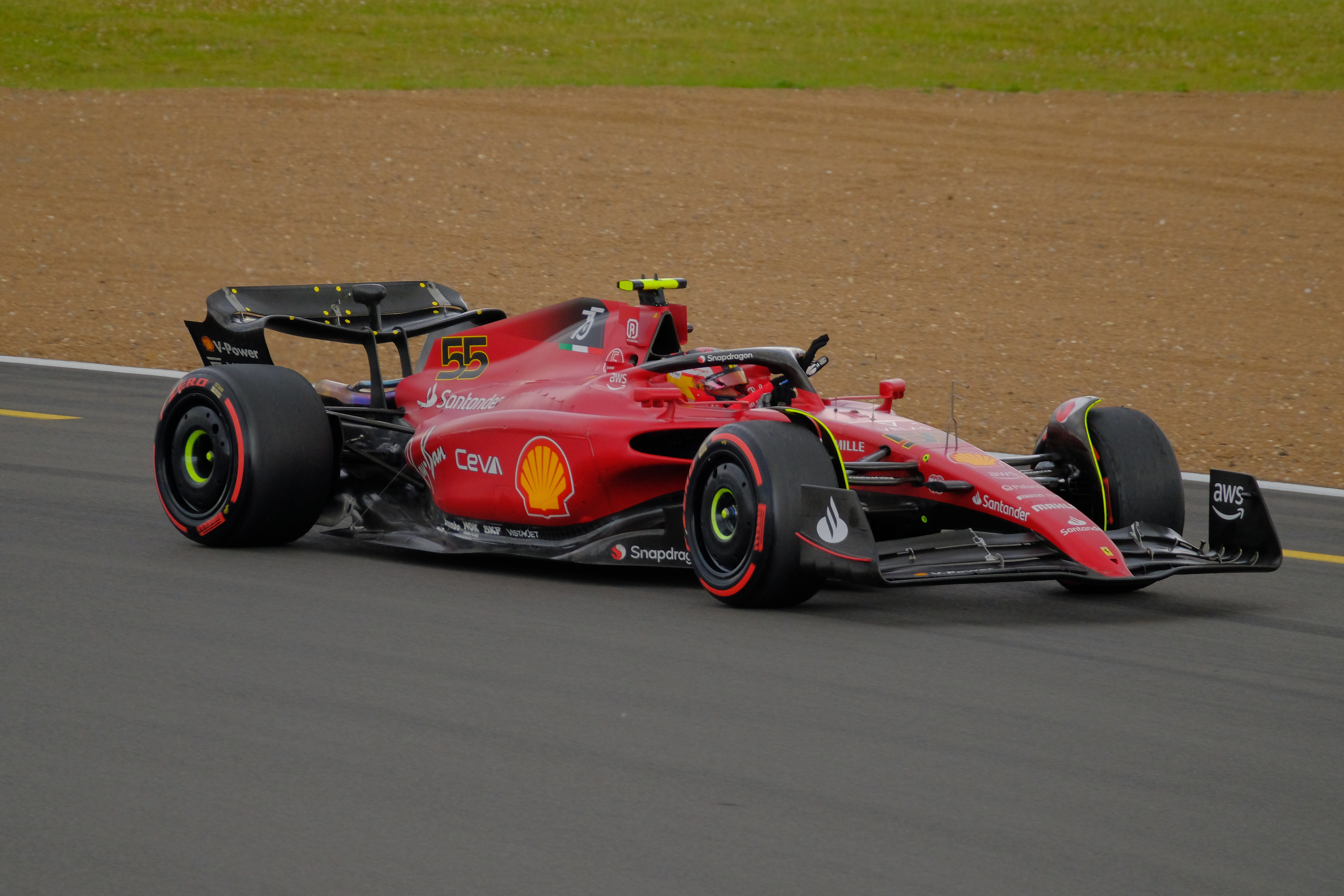
Sainz salutând publicul după ce a obținut prima sa victorie din Formula 1 la.

S-a calificat pe locul al treilea pentru Marele Premiu al Bahrainului, cursa de deschidere a sezonului 2022. El se afla pe locul al treilea până la retragerea lui Max Verstappen, permițându-i să ajungă pe locul doi în spatele lui Leclerc pentru a obține o clasare 1-2 pentru Ferrari și un avans timpuriu în Campionatul Constructorilor. El a terminat pe locul al patrulea la Marele Premiu al Spaniei, cel mai bun rezultat al său vreodată în cursa de acasă, în ciuda faptului că anterior în cursă s-a rotit și a coborât pe locul 11. Sainz s-a calificat și a terminat pe locul al doilea la Marele Premiu al Principatului Monaco din 2022, dar o problemă hidraulică i-a cauzat a treia retragere a anului la Marele Premiu al Azerbaidjanului. El s-a clasat pe 2 la Marele Premiu al Canadei, la mai puțin de o secundă în spatele lui Verstappen. Pentru cel de-al 150-lea start său în Formula 1, Marele Premiu al Marii Britanii, Sainz a ocupat primul său pole position de Formula 1 într-o sesiune de calificări pe ploaie, învingându-l pe Verstappen cu 0,034 secunde. A fost depășit în cursă de Verstappen, dar și-a recăpătat conducerea când neerlandezul a încetinit din cauza avariilor la mașină. El a oprit pentru anvelope soft în ultimele tururi și l-a depășit pe Leclerc pentru a-și revendica prima victorie în Formula 1. El a luat al doilea pole position la Marele Premiu al Belgiei, fiind promovat de pe locul 2 după ce Verstappen a primit o penalizare de motor, dar a căzut în spatele ambilor mașini Red Bull pentru a termina pe locul al treilea. A ocupat al treilea pole position la Marele Premiu al Statelor Unite, dar s-a retras din cursă după ce a fost lovit de George Russell în primul viraj. El a încheiat sezonul pe 5 în clasamentul la piloți, acumulând în total 246 de puncte.

#### 2023

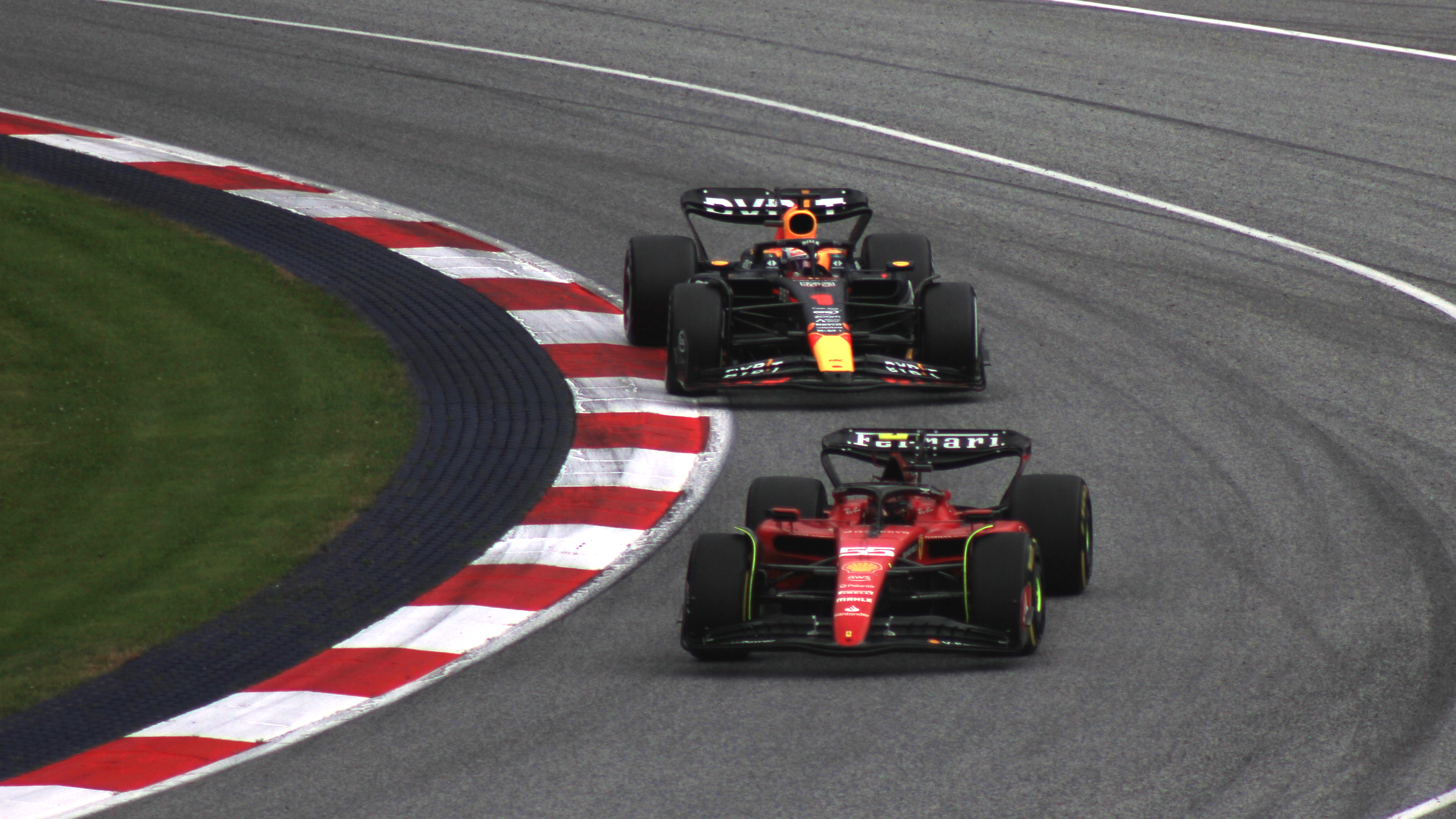
Sainz urmărit de Max Verstappen în.

Sainz a început sezonul 2023 cu o clasare pe locul patru la Marele Premiu al Bahrainului. El a terminat pe locul patru la Marele Premiu al Australiei, dar a fost penalizat și retrogradat pe locul 12 pentru că provocat un contact cu Fernando Alonso la a doua reluare a cursei. Sainz s-a calificat pe locul al treilea la Marele Premiu de la Miami, dar a terminat pe locul cinci. A suferit un accident în antrenamente pentru Marele Premiu al Principatului Monaco și s-a rotit în timpul cursei, coborând de pe locul patru la start până pe locul opt la final. S-a calificat pe locul al doilea pentru cursa sa de acasă, Marele Premiu al Spaniei, în spatele lui Max Verstappen, dar nu a reușit să se apere de mașinile Mercedes sau de coechipierul lui Verstappen, Sergio Pérez, și a terminat cursa pe locul cinci, comentând mai târziu că degradarea pneurilor a fost o slăbiciune a mașinii echipei sale.

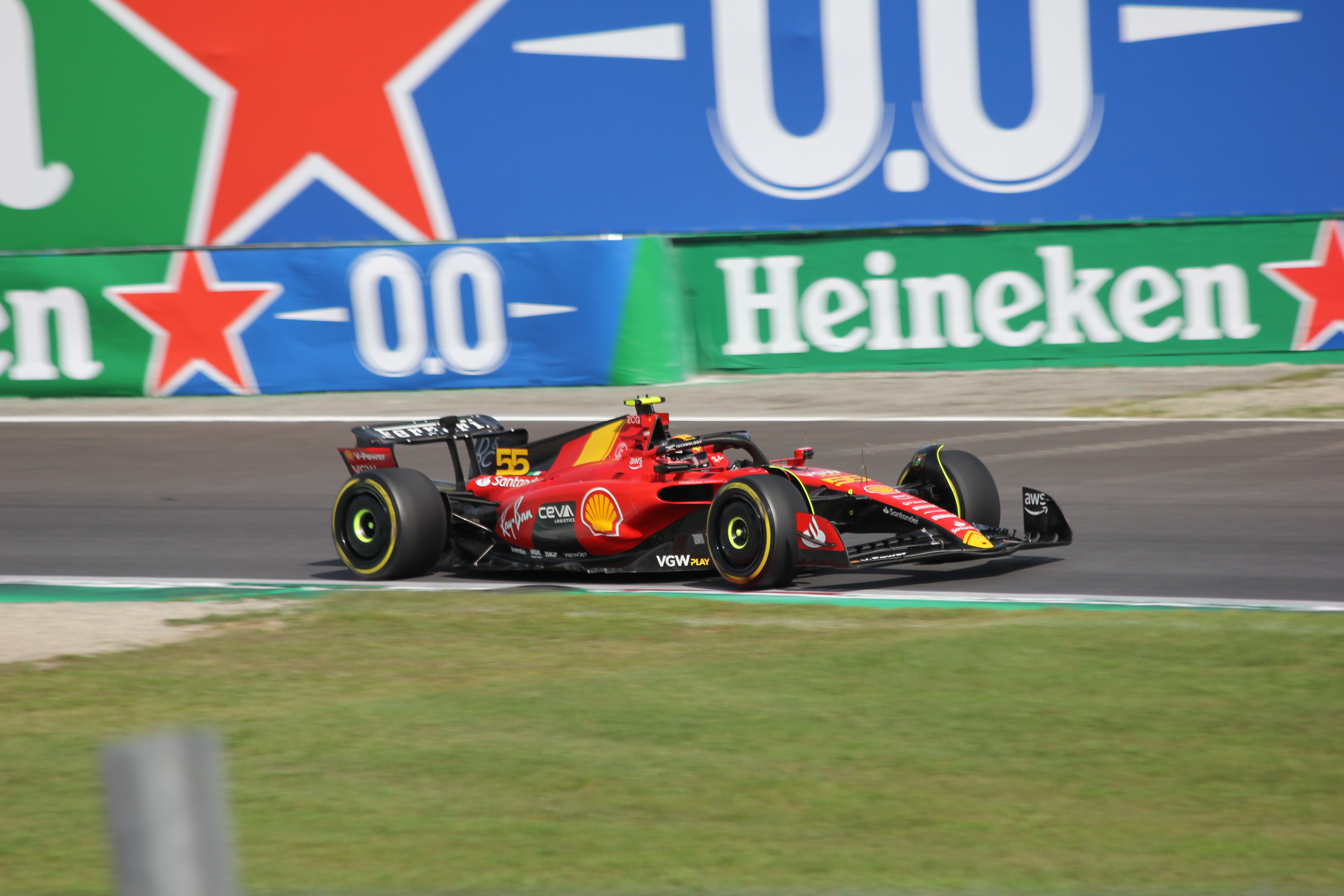
Sainz în.

Sainz a avut din nou un accident în antrenamente la Marele Premiu al Canadei și a fost apoi penalizat pentru că l-a încetinit pe Pierre Gasly în calificări, făcându-l să înceapă cursa pe locul 11. Și-a revenit pentru a termina pe locul cinci. El a început Marele Premiu al Marii Britanii de pe locul al cincilea dar, cu toate acestea, ambii piloți Ferrari au făcut opriri la boxe înainte de o perioadă de mașină de siguranță de care au profitat alți piloți, coborându-l pe Sainz pe locul zece la linia de sosire. El s-a retras în timpul Marelui Premiu al Belgiei din cauza pagubelor de la o coliziune în primul tur cu Oscar Piastri, marcând primul abandon al acestuia din sezon. El a obținut primul său pole position al anului la Marele Premiu al Italiei, cu 0,013 secunde în fața lui Verstappen. El a fost depășit de ambele mașini Red Bull în timpul cursei, dar s-a apărat de coechipierul Leclerc pentru a termina pe locul al treilea, obținând primul său podium al sezonului. El a ocupat din nou pole position la următoarea cursă, Marele Premiu al statului Singapore, și a transformat acesta în a doua sa victorie în Formula 1. Acest lucru a pus capăt seriei Red Bull de cincisprezece victorii consecutive și a lui Max Verstappen de zece victorii, și a marcat singura cursă din 2023 care nu a fost câștigată de Red Bull.
Sainz a marcat puncte în sprintul Marelui Premiu al Qatarului, dar s-a calificat pe locul 12 pentru cursa principală și apoi nu a reușit să ia startul din cauza unei scurgeri de combustibil. A terminat pe locul patru la Marele Premiu al Statelor Unite, dar a fost promovat pe podium după descalificarea lui Hamilton. El s-a calificat pe locul al doilea la Marele Premiu de la Ciudad de México pentru a face o linie exclusiv Ferrari, dar ambele mașini au fost depășite de Verstappen și Hamilton în cursă. La Marele Premiu al Las Vegasului, Sainz a lovit un capac de canal în antrenamente, ceea ce a făcut ca prima sesiune de antrenamente să fie anulată, iar cea de-a doua să fie amânată, astfel încât oficialii să poată inspecta restul pistei. El s-a calificat pe locul al doilea în spatele lui Leclerc, dar daunele aduse mașinii sale au impus ca Ferrari să înlocuiască anumite componente, ceea ce a dus la o penalizare de zece locuri pe grilă, pe care directorul echipei Ferrari, Frédéric Vasseur, a descris-o ca fiind „inacceptabilă”. Sainz a terminat cursa pe locul șase. El s-a clasat pe locul 16 în calificările pentru Marele Premiu de la Abu Dhabi, după care a acuzat alți piloți că l-au încetinit în mod deliberat. Ferrari l-a lăsat pe pistă până în ultimul tur în speranța unei mașini de siguranță dar, fără nicio șansă de a marca puncte, echipa și-a retras mașina la boxe. Sainz a descris rezultatul, care l-a coborât de pe locul patru în Campionatul Piloților înainte de cursă pe locul șapte, drept „foarte dezamăgitor”. El și-a încheiat al treilea sezon cu Ferrari cu 200 de puncte față de cele 206 ale lui Leclerc.

#### 2024
La Marele Premiu al Bahrainului, Sainz a început sezonul 2024 calificându-se pe locul patru și terminând pe podium pe locul trei, în fața coechipierului Charles Leclerc. În timpul weekendului Marelui Premiu al Arabiei Saudite, Sainz a suferit de apendicită și nu a putut participa. Deși a luat parte la FP1 și FP2, el a ratat restul weekendului pentru a avea o intervenție chirurgicală; el a fost înlocuit de pilotul de rezervă Oliver Bearman. După ce și-a revenit după operație, Sainz a revenit la Marele Premiu al Australiei, calificându-se pe locul al doilea. A profitat de abandonul lui Max Verstappen pentru a câștiga cursa în fața lui Leclerc, marcând a treia victorie a lui Sainz în Formula 1 și prima clasare Ferrari pe primele două locuri de la Marele Premiu al Bahrainului din 2022. A urcat din nou pe podium la Marele Premiu al Japoniei, trecând de Leclerc pentru a termina pe locul trei.

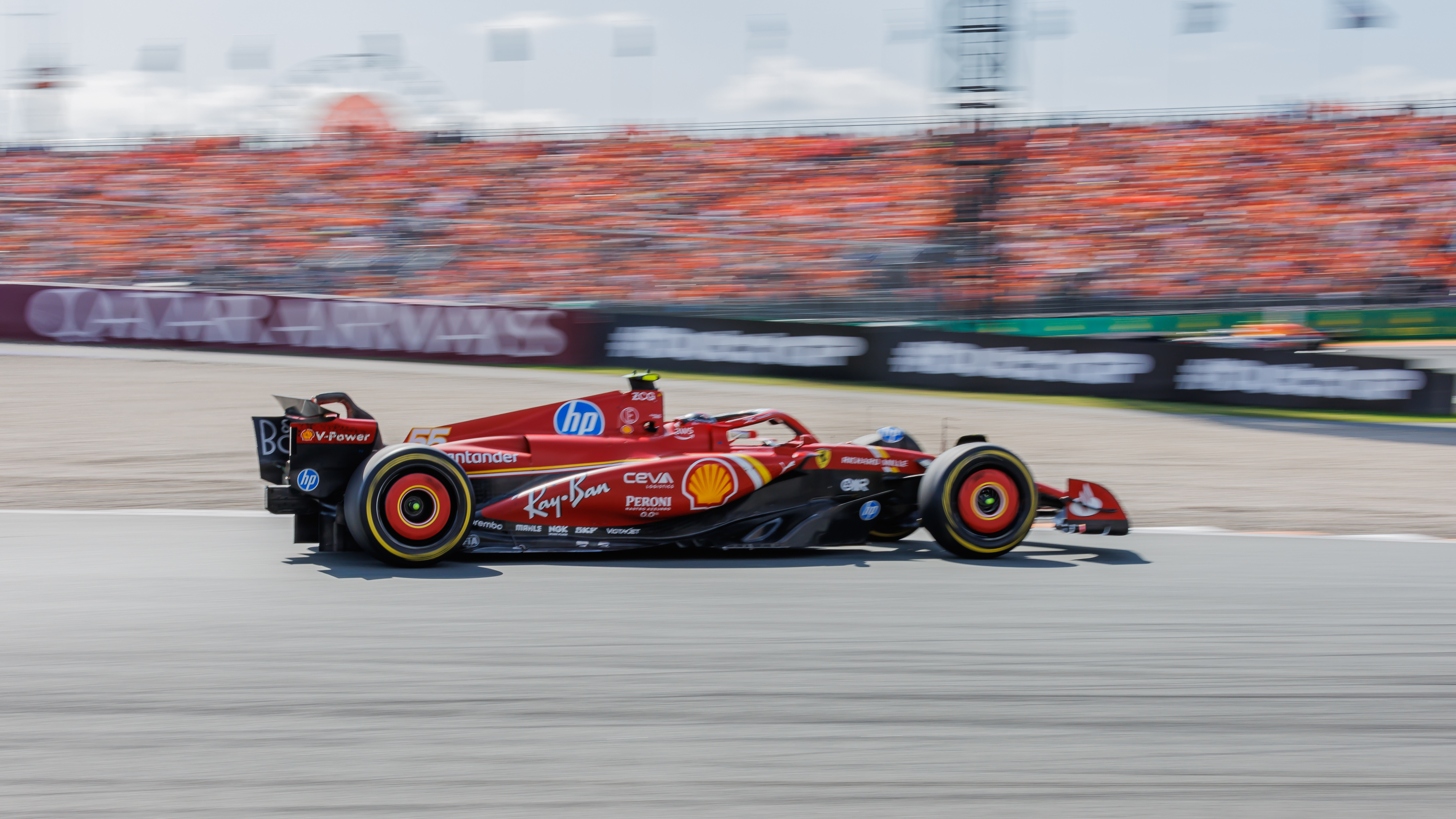
Sainz în Marele Premiu al Țărilor de Jos din 2024

După 3 curse fără podium, Sainz a terminat pe locul al treilea la Marele Premiu al Principatului Monaco, obținând al patrulea podium al sezonului. După acest rezultat, Sainz s-a retras din Marele Premiu al Canadei după ce s-a ciocnit cu Alexander Albon. Sainz a terminat apoi pe loc șase în cursa de acasă, dar a obținut apoi un alt loc trei la Marele Premiu al Austriei, chiar dacă a beneficiat de coliziunea lui Verstappen cu Lando Norris pentru a obține ultimul loc pe podium.
Următoarele trei curse ale lui Sainz au constat în locul 5 la Marele Premiu al Marii Britanii, locul 6 la Marele Premiu al Ungariei și locul 6 la Marele Premiu al Belgiei, ceea ce însemna că la pauza de vară Sainz ocupa locul 5 în campionat, cu 162 de puncte.
Sainz a obținut un loc doi la Marele Premiu al Statelor Unite și a câștigat Marele Premiu de la Ciudad de México din pole position, înainte de a abandona în urma unui accident în Marele Premiu de la São Paulo, afectat de ploaie. El a înregistrat un loc trei la Marele Premiu al Las Vegasului și un loc șase în Qatar. La Marele Premiu de la Abu Dhabi, ultima cursă a sezonului, a terminat pe podium și a ocupat locul cinci în campionat, cu 290 de puncte acumulate.
Sainz a părăsit Ferrari după sezonul 2024 și a fost înlocuit de Lewis Hamilton pentru 2025. După plecarea sa, Ferrari l-a recompensat cu șasiul F1-75 condus în 2022.

## Cariera în Formula 1
| Sezon | Echipă                | Puncte | Poz. |
| ----- | --------------------- | ------ | ---- |
| 2024  | Ferrari               | 290    | 5    |
| 2023  | Ferrari               | 200    | 7    |
| 2022  | Ferrari               | 246    | 5    |
| 2021  | Ferrari               | 164,5  | 5    |
| 2020  | McLaren-Renault       | 105    | 6    |
| 2019  | McLaren-Renault       | 96     | 6    |
| 2018  | Renault               | 53     | 10   |
| 2017  | Renault (4 etape)     | 54     | 9    |
| 2017  | Toro Rosso (16 etape) | 54     | 9    |
| 2016  | Toro Rosso-Ferrari    | 46     | 12   |
| 2015  | Toro Rosso-Renault    | 18     | 15   |